# Supercopa da Itália de 2014
A Supercopa da Itália de 2014 ou Supercoppa Italiana 2014 foi a 27ª edição da competição. Foi disputada em partida única com o campeão do Campeonato Italiano (Juventus) e o campeão da Copa Italia (Napoli), ambas na temporada 2013/2014.
O jogo ocorreu no estádio Jassim Bin Hamad Stadium, do time Al-Sadd, em Doha, Qatar, no dia 22 de dezembro as 15:00 (horário de Brasilia).

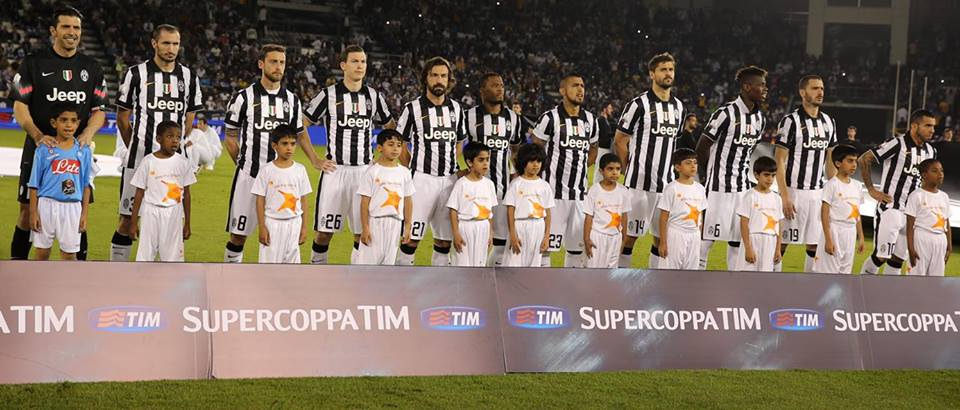
Foto do time da Juventus.

## Final

### Partida única
| 22 de Dezembro de 2014 | Juventus         | 2 – 2     | Napoli            | Jassim Bin Hamad Stadium, Doha |
| 15:30                  | 04' 106' Tevez · | Relatorio | 68' 118'Higuaín · | Árbitro: Paolo Valeri          |

|                                                                     |       | Penalidades                                                              |  |
| Tevez Vidal Pogba Marchisio Morata Bonucci Chiellini Pereyra Padoin | 5 - 6 | Jorginho Ghoulam Albiol Inler Higuaín Gargano Mertens Callejón Koulibaly |  |

| Juventus | Napoli |

|                      |    |                      |      |      |
|                      |    |                      |      |      |
| G                    | 1  | Gianluigi Buffon (c) |      |      |
| LD                   | 26 | Stephan Lichtsteiner |      | 79'  |
| Z                    | 3  | Giorgio Chiellini    |      |      |
| Z                    | 19 | Leonardo Bonucci     |      |      |
| LE                   | 33 | Patrice Evra         |      |      |
| M                    | 6  | Paul Pogba           |      |      |
| M                    | 21 | Andrea Pirlo         |      | 66'  |
| M                    | 8  | Claudio Marchisio    |      |      |
| M                    | 23 | Arturo Vidal         |      |      |
| A                    | 10 | Carlos Tevez         | 109' |      |
| A                    | 14 | Fernando Llorente    |      | 110' |
| Substitutes:         |    |                      |      |      |
| G                    | 30 | Marco Storari        |      |      |
| G                    | 34 | Rubinho              |      |      |
| Z                    | 5  | Angelo Ogbonna       |      |      |
| Z                    | 41 | Filippo Romagna      |      |      |
| M                    | 7  | Simone Pepe          |      |      |
| M                    | 11 | Kingsley Coman       |      |      |
| M                    | 20 | Simone Padoin        |      | 79'  |
| M                    | 37 | Roberto Pereyra      | 69'  | 66'  |
| M                    | 38 | Federico Mattiello   |      |      |
| A                    | 9  | Álvaro Morata        |      | 110' |
| A                    | 12 | Sebastian Giovinco   |      |      |
| Treinador:           |    |                      |      |      |
| Massimiliano Allegri |    |                      |      |      |

|                |    |                    |       |      |
|                |    |                    |       |      |
| G              | 1  | Rafael             |       |      |
| LD             | 11 | Christian Maggio   |       |      |
| Z              | 22 | Raúl Albiol        | 80'   |      |
| Z              | 26 | Kalidou Koulibaly  |       |      |
| LE             | 31 | Faouzi Ghoulam     | 105'  |      |
| V              | 77 | Walter Gargano     |       |      |
| M              | 7  | José Callejón      | 76'   |      |
| V              | 17 | Marek Hamšík (c)   |       | 78'  |
| M              | 19 | David López        |       | 91'  |
| M              | 6  | Jonathan de Guzmán |       | 110' |
| A              | 9  | Gonzalo Higuaín    | 45+1' |      |
| Substitutes:   |    |                    |       |      |
| G              | 15 | Roberto Colombo    |       |      |
| G              | 45 | Mariano Andújar    |       |      |
| Z              | 4  | Henrique           |       |      |
| Z              | 5  | Miguel Britos      |       |      |
| Z              | 16 | Giandomenico Mesto |       |      |
| Z              | 96 | Sebastiano Luperto |       |      |
| M              | 8  | Jorginho           |       | 110' |
| A              | 14 | Dries Mertens      | 83'   | 78'  |
| A              | 22 | Josip Radošević    |       |      |
| M              | 60 | Antonio Romano     |       |      |
| A              | 88 | Gökhan Inler       |       | 91'  |
| A              | 91 | Duván Zapata       |       |      |
| Treinador:     |    |                    |       |      |
| Rafael Benítez |    |                    |       |      |

## Campeão
| Supercopa da Itália de 2014 |
| Itália                      |
| --------------------------- |
| Napoli (2º título)          |